# Mitole
Koordinaten: 9° 18′ S, 39° 25′ O
Mitole ist ein Dorf im Distrikt Kilwa der Region Lindi in Tansania. Bei der Volkszählung von 2012 hatte Mitole 3.352 Einwohner.

## Geschichte
Im Rahmen der Missionstätigkeit der Schweizer Kapuziner im damaligen Tanganyika wurde 1953 eine Grundschule in Mitole gebaut. Zwischen 1959 und 1966 baute Pater Paulin Bigger die Schule aus und organisierte den Bau von Unterkünften für Schüler und Lehrer, einer Halle für 160 Schüler, der Kirche und des Pfarrhauses. In Mitole gab es damals nur wenige Christen und damit nur beschränkten Bedarf an pastoraler Tätigkeit. Paulin Biggers Nachfolger Alfeus Janssen betreute somit auch die etwa 750 Katholiken in der weiteren Umgebung, die sich vor allem aus Angehörigen des Volks der Makonde und Regierungsangestellten zusammensetzten.

## Verkehr
Mitole liegt an der tansanischen Fernstraße T7 (Dar es Salaam – Lindi – Mingoyo). Im Zentrum von Mitole zweigen Nebenstrassen ab, die den Ort mit anderen Dörfern verbinden.